# Moira de Villiers
Moira de Villiers (ur. 16 marca 1990) – nowozelandzka judoczka. Dwukrotna olimpijka. Zajęła siedemnaste miejsce w wadze średniej w Londynie 2012, a  Paryżu 2024, w wadze półciężkiej.
Uczestniczka mistrzostw świata w 2010, 2011, 2015, 2022 i 2023. Startowała w Pucharze Świata w latach 2009-2016, 2022 i 2023. Srebrna medalistka igrzysk wspólnoty narodów w 2014 i brązowa w 2022. Zdobyła jedenaście medali w strefie mistrzostw Oceanii w latach 2008-2023.
Jej mężem jest judoka Jason Koster.

## Letnie Igrzyska Olimpijskie 2012
| Konkurencja | Eliminacje             | Klas. końcowa |
| Konkurencja | Przeciwnik I           | Miejsce       |
| ----------- | ---------------------- | ------------- |
| -70 kg      | Kerstin Thiele (GER) P | 9.            |